# Ильин, Александр Львович
Алекса́ндр Льво́вич Ильи́н (26 апреля 1956, Верхнеднепровск, Днепропетровская область, УССР — 9 ноября 2020, Пинск, Белоруссия) — советский и белорусский историк, краевед, математик, главный редактор журнала «Гістарычная Брама: гісторыя і культура Палесся».

## Биография
Александр Ильин родился 26 апреля 1956 года в г. Верхнеднепровске Днепропетровской области. В 1977 году окончил механико-математический факультет Днепропетровского государственного университета, после чего был принят в качестве ассистента кафедры математического анализа Брестского государственного педагогического института.
С 1981 по 1985 год учился в аспирантуре Минского государственного педагогического института им. М. Горького по специальности «Математический анализ». В 1985 году защитил кандидатскую диссертацию по теме «О разрешимости соответствий».
В период с 1986 по 2003 год преподавал в вузах: Мозырском государственном педагогическом институте (1986—1989 гг.), Глуховском государственном педагогическом институте (Украина, 1989—1997 гг.), Брестском государственном университете им. А. Пушкина (1997—2000 гг.), Белорусском государственном университете транспорта (Гомель, 2000—2003 гг.). В 1992 году присвоено учёное звание доцента.
С 2003 по 2006 год — заведующий кафедрой высшей математики и информатики в Пинском высшем банковском колледже.
С июня 2006 г. по март 2020 г. — доцент кафедры высшей математики и информационных технологий УО «ПолесГУ», а с марта 2020 г. — доцент кафедры информационных технологий и интеллектуальных систем ПолесГУ.
Помимо математики, глубоко занимался темой краеведения, истории Белорусского Полесья. Являлся главным редактором журнала «Гістарычная Брама: гісторыя і культура Палесся».
9 ноября 2020 года скончался от инсульта на фоне последствий коронавирусной инфекции.

## Основные труды
Александр Львович опубликовал свыше 50 научных статей по математике и истории Полесья. Имеет 17 статей в Энциклопедии современной Украины.

### Учебники и учебные пособия
- Ільїн, О. Л. Величини та їх вимірювання : метод. посібник для студ.- заочників ф-ту підгот. вчителів почат. кл. / О. Л. Ільїн, В. Ю. Раєвський ; Глухівський держ. педагогічний ін-т ім. С. М. Сергєєва-Ценського. — Глухів : [б.в.], 1999. — 23 с.
- Ильин, А. Л. Математика : электронный учебно-методический комплекс: специальность: 1-40 05 01 «Информационные системы и технологии (по направлениям)» / А. Л. Ильин / УО «Полесский государственный университет». — Пинск : ПолесГУ, 2015. — 546 с.

### Монографии
- За тебе, Україно… : з архіву в’язнів концтабору Береза-Картузька (1934—1935) часів ІІ Річі Посполитої Польської : [монография ] / О. Ільїн, С. Шандрук, П. Мазур, А. Гудима; відп. за вип. С. Шандрук, А. Гудима. — Тернопіль : Терно-граф, 2010. — 254 с.
- Ильин, А. Л. Дятловичский Спасо-Преображенский монастырь [монография ] / А. Л. Ильин // Лунінецкі сшытак : спецвыпуск / Лунінецкі раённы краязнаўчы музей; Творчы клуб «Лунінецкая муза», Праект Вадзіма Жылко. — Лунинец, 2013. — № 6. — 20 с.
- Ильин, А. Л. Очерки истории культуры Пинщины (IX — нач. XX вв.) : [монография] / А. Л. Ильин, Е. А. Игнатюк. — Пинск : ПолесГУ, 2013. — 220 с.
- За тебе, Україно… : укр. патріоти в Березі-Картузькому концтаборі (1934—1936) в док. Держ. архіву Брест. обл. / Олександр Ільїн, Петро Мазур, Арсен Гудима, Сергій Шандрук. — Вид. 2-ге, допов. і перероб. — Тернопіль : Терно-граф, 2014. — 535 с. : фот.
- Ільїн, Олександр. Борис Ольхівський — письменник-есеїст, співець та дослідник Полісся / О. Ільїн. — Пинск, 2017. — 104 с. : портр. — (Палеская бібліятэчка часопіса «Гістарычная Брама». Вип. 1.).
- Ильин, А. Л. Архимандрит Маркиан (Петр Платонович) — писатель, лекарь, благотворитель и церковный деятель : [монография] / А. Л. Ильин. — Лунинец : [б. и.], 2017. — 19 с. — (Лунінецкі сшытак; спецвыпуск № 8).
- Ільін, А. Аўген Бартуль — беларускі паэт і старшыня Лунінецкага гарадскога суда [монография] / Аляксандр Ільін, Алена Ігнацюк; ДУК «Лунінецкая раённая цэнтралізаваная бібліятэчная сістэма». — Лунінец, 2018. — 30 с.
- Ільїн, О. Нариси історії Береза-Картуського концтабору (липень 1934 — вересень 1939) : монография / О. Ільїн, П. Мазур. — Тернопіль : Тернограф, 2019. — 640 с.